# جام خیریه انگلستان ۱۹۰۹
 جام خیریه انگلستان ۱۹۰۹ ، دومین رقابت سالانه مابین قهرمانان لیگ دسته اول فوتبال انگلستان و جام حذفی فوتبال انگلستان است.
این مسابقه در تاریخ ۲۸ آوریل ۱۹۰۹ مابین تیم‌های نیوکاسل و نورث‌همپتون تاون در ورزشگاه استمفورد بریج لندن برگزار شده‌است.
تیم نیوکاسل در این مسابقه با نتیجه دو بر صفر به پیروزی رسید.

## جزئیات مسابقه
| نیوکاسل            | ۲ – ۰ | نورتمپتون تاون |
| ------------------ | ----- | -------------- |
| J Allan · راترفورد |       |                |